# Стрєлка (Вадський район)
Стрєлка (рос. Стрелка) — село в Вадському районі Нижньогородської області Російської Федерації.
Населення становить 706 осіб. Входить до складу муніципального утворення Стрєльська сільрада.

## Історія
Від 2009 року входить до складу муніципального утворення Стрєльська сільрада.

## Населення
| 1999 | 2002 | 2010 |
| ---- | ---- | ---- |
| 705  | ↘701 | ↗706 |